# Preparatoria de Jalisco
 (juin 2022).
 (juillet 2022).
Le contenu est difficilement compréhensible vu les erreurs de traduction, qui sont peut-être dues à l'utilisation d'un logiciel de traduction automatique.
La Preparatoria de Jalisco est un établissement d'enseignement secondaire mexicain (école préparatoire) situé à Guadalajara. Fondé en 1914, il dépend de l'université de Guadalajara.

## Histoire
Le 25 octobre 1751, Ferdinand VI d'Espagne approuve le transfert de la Congrégation de l'Oratoire sur la Plaza de la Palma. La construction de l'oratoire, qui commence en 1752, est menée par le maître constructeur Pedro José Ciprés. Les travaux durent cinq décennies jusqu'à ce que le premier étage avec ses patios plateresques et mudéjars soit terminé. L'église est consacrée en 1802. Au début du XIXe siècle, l'institution existait sous le nom de Colegio de San Felipe Neri, et servait d'hôpital et d'orphelinat. Les Oratoriens restent jusqu'à la levée de l'ordre par décret pontifical, restant plus tard entre les mains de l'ordre des Sœurs de la Charité, qui l'utilise comme hôpital pour les nécessiteux. 
Le 16 juillet 1872, Benito Juárez, président du Mexique, décide que l'ancien cloître abritera désormais le lycée des sans-abri le 16 juillet 1872,.
En 1904, l'école est confiée à la Compagnie de Jésus, qui en fait une école de garçons sous le nom de Colegio de San José. L'ingénieur De la Mora est embauché pour y faire des rénovations, et l'établissement est inauguré en 1906. Sa façade est réalisée dans le style néoclassique, le deuxième étage a été terminé et le biologie laboratoire s étaient équipés.], chimie et physique qui existent toujours[pas clair]. Manuel M. Diéguez[Qui ?] ordonne la fermeture de l'institut et il[Qui ?] fut expulsé par les jésuites le 1er août 1914. Le 15 septembre 1914, l'école préparatoire de Jalisco est créée. Depuis 1925, elle fait partie de l'université de Guadalajara.

## Architecture
L'école formait auparavant une unité avec la basilique de San Felipe Neri, occupant les trois quarts du bloc. Sa façade est à deux étages et est exposée en lignes horizontales. Le premier étage a des ouvertures avec arcs en plein cintre. Le deuxième étage a des ouvertures avec balcons. Le bâtiment possède plusieurs cours qui se distinguent par leurs arcades à la fois en arcs pointus et arcs en plein cintre.On peut apercevoir la tour de l'église depuis les cours. Un autre élément notable est le portail avec accès à l'atrium de l'église.